# Marie Collier
Marie Collier (16 de abril de 1927 – 8 de diciembre de 1971) fue una soprano australiana. 
Nació en Ballarat, en el estado de Victoria y debutó como Santuzza en Cavalleria rusticana en 1952 en Melbourne. Se consagró en su país como Magda Sorel en 1953-4 de The Consul de Gian Carlo Menotti.
Estudió luego en Milán y entró a la compañía del Covent Garden en 1956. Allí cantó Hécuba en King Priamo de Michael Tippett' en 1962 y El caso Makropulos  en el Sadler's Wells Theatre en 1964 y Lady Macbeth del distrito de Mtsensk  (1963) en presencia del compositor Dmitri Shostakóvich en la Royal Opera House. 
Cantó en Londres, Musetta en La bohème; Giulietta en Los cuentos de Hoffmann; Katia Kabanová, Liu en Turandot; Flora en La traviata; Butterfly en Madama Butterfly, Marie en Wozzeck, Elizabeth en Don Carlo y Tosca, sustituyendo en 1964-65 a Maria Callas que había cancelado tres funciones. Collier tuvo una acogida triunfal.
En 1962 debutó en el Teatro Colón (Buenos Aires) en A Midsummer Night's Dream de Benjamin Britten regresando en 1966 para Aida de Verdi y El ángel de fuego de Serguéi Prokófiev. También cantó en la Wiener Staatsoper, San Francisco Opera y La Scala.
En 1967, creó el papel de Christine "Crysotemis" Mannon en A Electra le sienta bien el luto (Mourning Becomes Electra) de Martin David Levy en el Metropolitan Opera, junto a Evelyn Lear y Sherrill Milnes. Regresó al MET como Musetta y como Santuzza en 1970.
Fue Chrysothemis en la grabación de Elektra de Richard Strauss dirigida por Sir Georg Solti protagonizada por Birgit Nilsson..
Murió en Londres a los 44 años precipitándose al vacío desde una ventana. Sus colegas creen que fue suicidio debido a que ella se quejaba de depresión. Murió en el hospital de Charing Cross por hemorragia y fractura de cráneo, tenía altos niveles de alcohol en la sangre según el forense
Estaba casada, tuvo una hija y tres hijos.